# Rulles
Pour le cours d'eau, voir Rulles (rivière).
Pour la bière, voir La Rulles.
Rulles (en gaumais : Rûle ; en luxembourgeois : Rill) est une section et un village de la commune belge de Habay située en province de Luxembourg et Région wallonne.

## Géographie
Rulles se situe là où la rivière homonyme, un affluent de la Semois, reçoit les eaux de la Mandebras.

## Démographie
- Source : INS recensements population

## Histoire

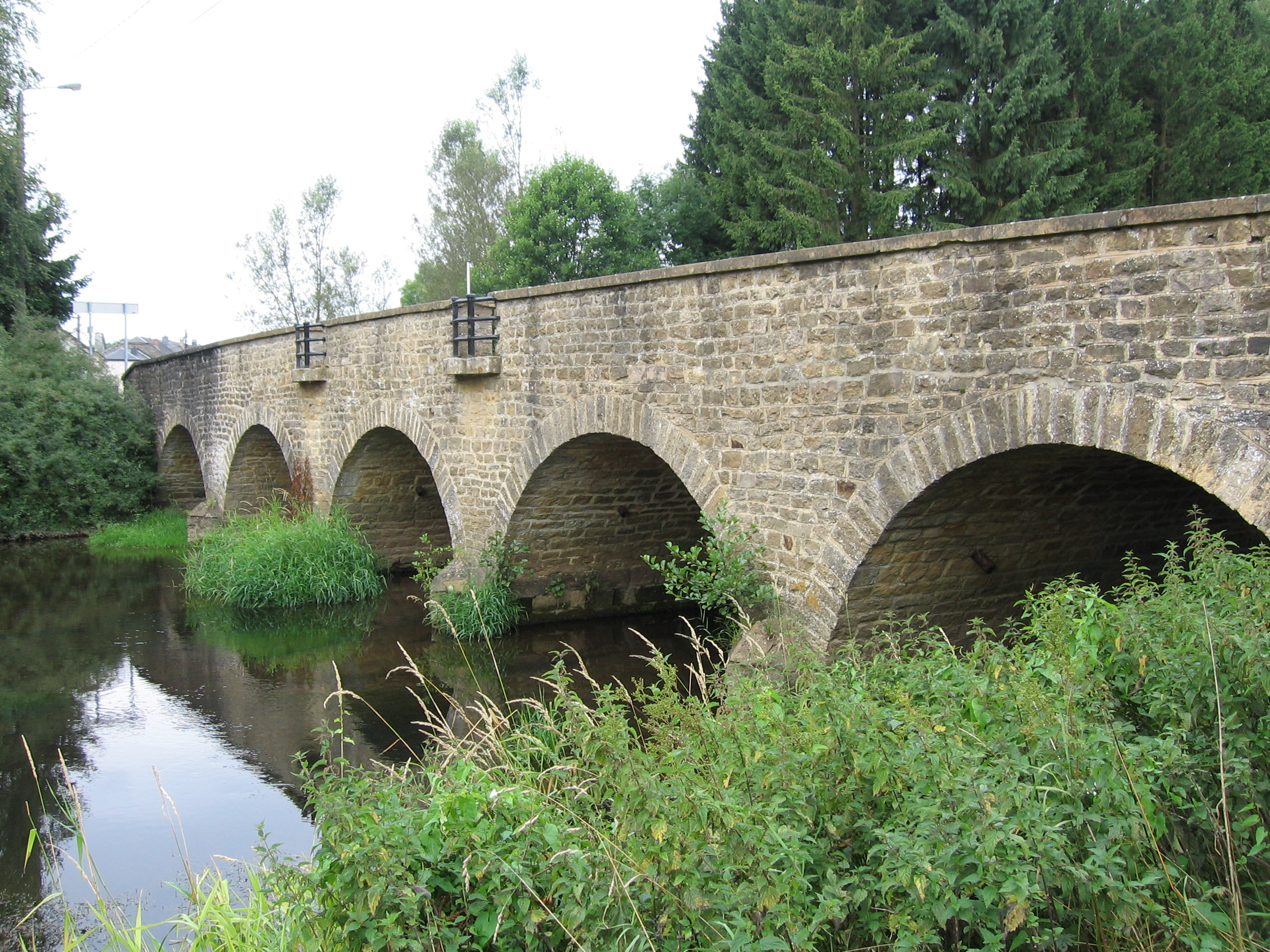
Le pont sur la Rulles.

Rulles est mentionné pour la première fois en 1097 sous le nom Ruris. On parle également à cette époque de l’église de « Chaumont », une des plus anciennes de la région et parfois appelée « l'église des Gaules ».
Au XIIIe siècle, Rulles dépendait des comtes de Chiny et de Bar, tandis que la paroisse dépendait de Villers-sur-Semois. La Rulles séparait les terres du nord dépendant de la prévôté de Bologne (comté de Luxembourg) des terres du sud dépendant de la prévôté d’Étalle (Comté de Chiny et de Bar). Le seigneur du château de Bologne contrôlait donc de nombreux villages dont Rulles.
En 1629, une forge est construite par Jean Hacher le long de la Mandebras. Les deux affineries des forges de Mellier-Haut, qui disparurent lors du déclin général de cette industrie, s’approvisionnaient à la fonderie de Rulles. Les forges étaient l’activité principale de Rulles.
Au XIXe siècle, Rulles était un chef-lieu administratif et religieux dont dépendait Marbehan.
Au XXe siècle, l'agriculture était l'activité principale.
Au cours de la Seconde Guerre mondiale, le 10 mai 1940, jour du déclenchement de la campagne des 18 jours, Rulles est prise par les Allemands de la 10e Panzerdivision.
La commune de Rulles est intégrée à la nouvelle commune de Habay lors de la fusion des communes de 1977.

## Patrimoine et culture

### Patrimoine architectural
La chapelle Notre-Dame du Mont-Carmel et le cimetière sont classés.

### Culture

#### Saveurs
Depuis 2000, la brasserie artisanale de Rulles produit et commercialise La Rulles, bière de Gaume.

## Personnalité
Le grammairien Maurice Grevisse est né à Rulles le 7 octobre 1895.